# Maculinea punctatissima
Maculinea punctatissima är en fjärilsart som beskrevs av Tutt 1914. Maculinea punctatissima ingår i släktet Maculinea och familjen juvelvingar. Inga underarter finns listade i Catalogue of Life.